# Temešvár (Hlasivo)
Temešvár (německy Temeschwar) je malá vesnice, část obce Hlasivo v okrese Tábor v Jihočeském kraji. Nachází se asi tři kilometry jihovýchodně od Hlasiva. Je zde evidováno 10 adres. V roce 2011 zde trvale nikdo nežil.
Temešvár leží v katastrálním území Hlasivo o výměře 9,97 km².

## Historie
První písemná zmínka o vesnici pochází z roku 1790.

## Obyvatelstvo
| Rok            | 1869 | 1880 | 1890 | 1900 | 1910 | 1921 | 1930 | 1950 | 1961 | 1970 | 1980 | 1991 | 2001 | 2011 | 2021 |
| -------------- | ---- | ---- | ---- | ---- | ---- | ---- | ---- | ---- | ---- | ---- | ---- | ---- | ---- | ---- | ---- |
| Počet obyvatel | 51   | 54   | 50   | 55   | 53   | 50   | 41   | 35   | 29   | 22   | 12   | 7    | 1    | 0    | 3    |
| Počet domů     | 10   | 10   | 10   | 10   | 10   | 10   | 10   | 10   | 10   | 9    | 7    | 10   | 10   | 10   | 10   |

## Obecní správa
Při sčítání lidu v letech 1850–1980 Temešvár byl osadou obce Hlasivo v okrese Tábor. Od 1. července 1980 do 31. prosince 1991 byl částí města Mladá Vožice v okrese Tábor. Od 1. ledna 1992 je opět částí obce Hlasivo v okrese Tábor.

## Galerie

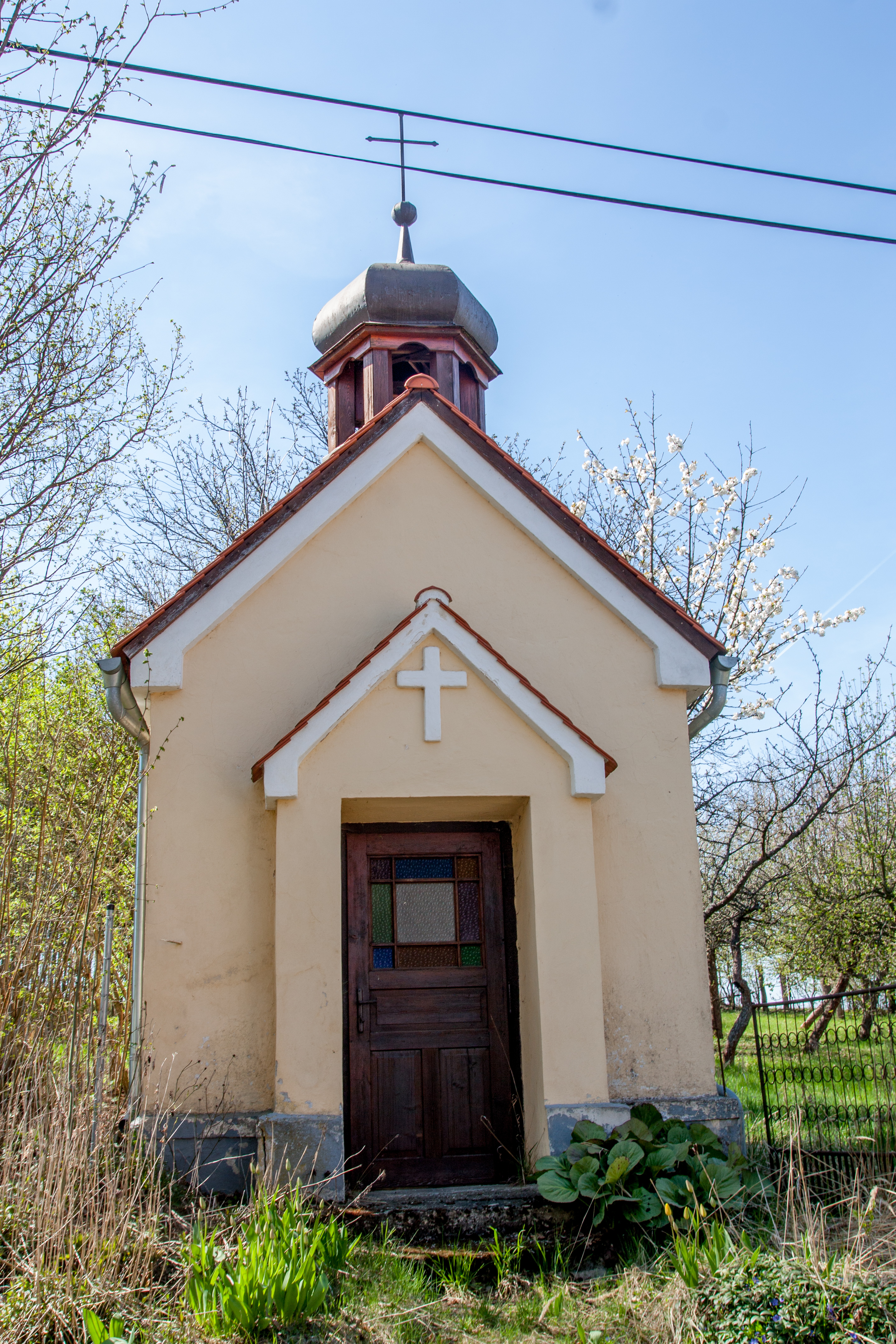
Kaple v obci (2019)
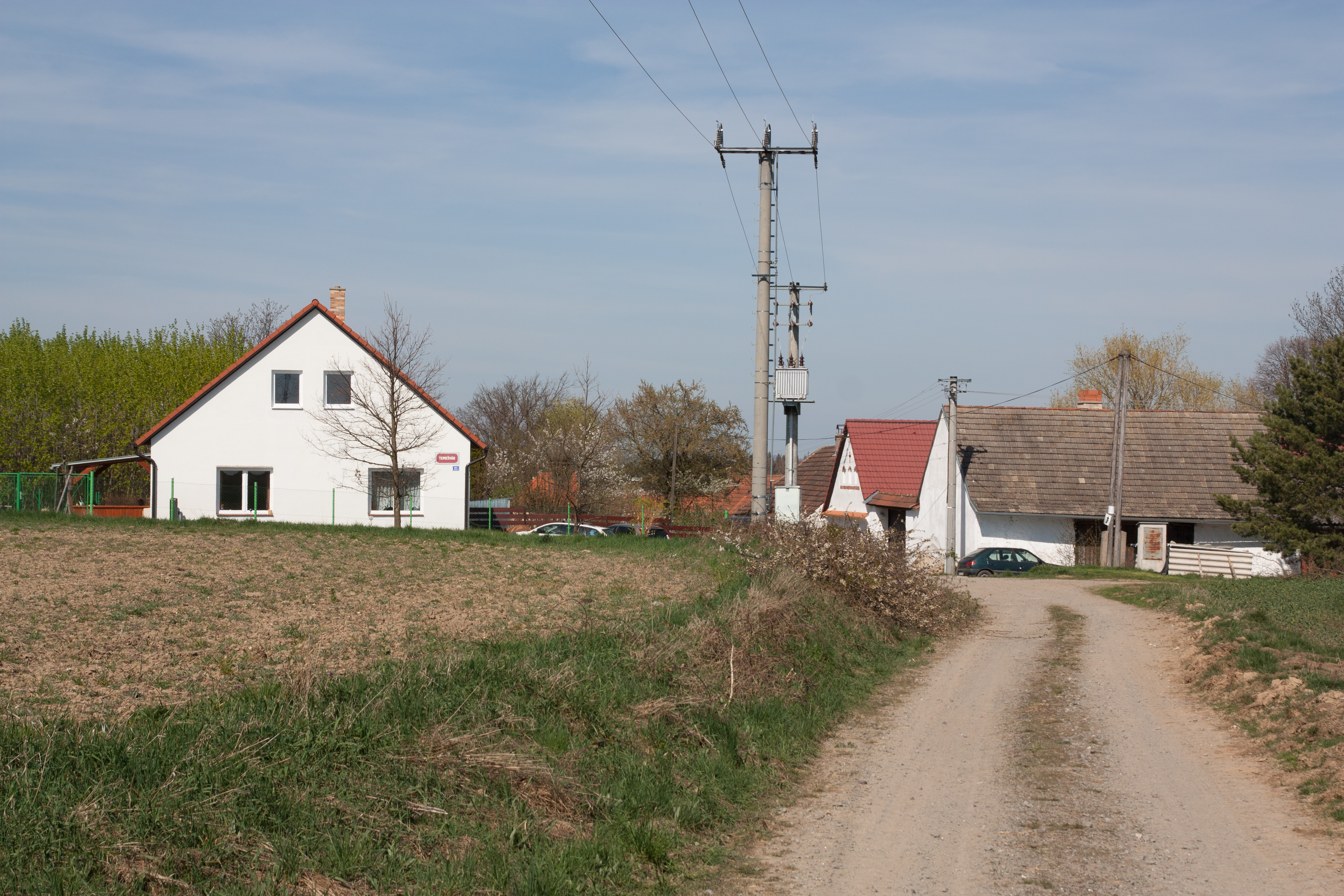
Pohled na Temešvár (2019)
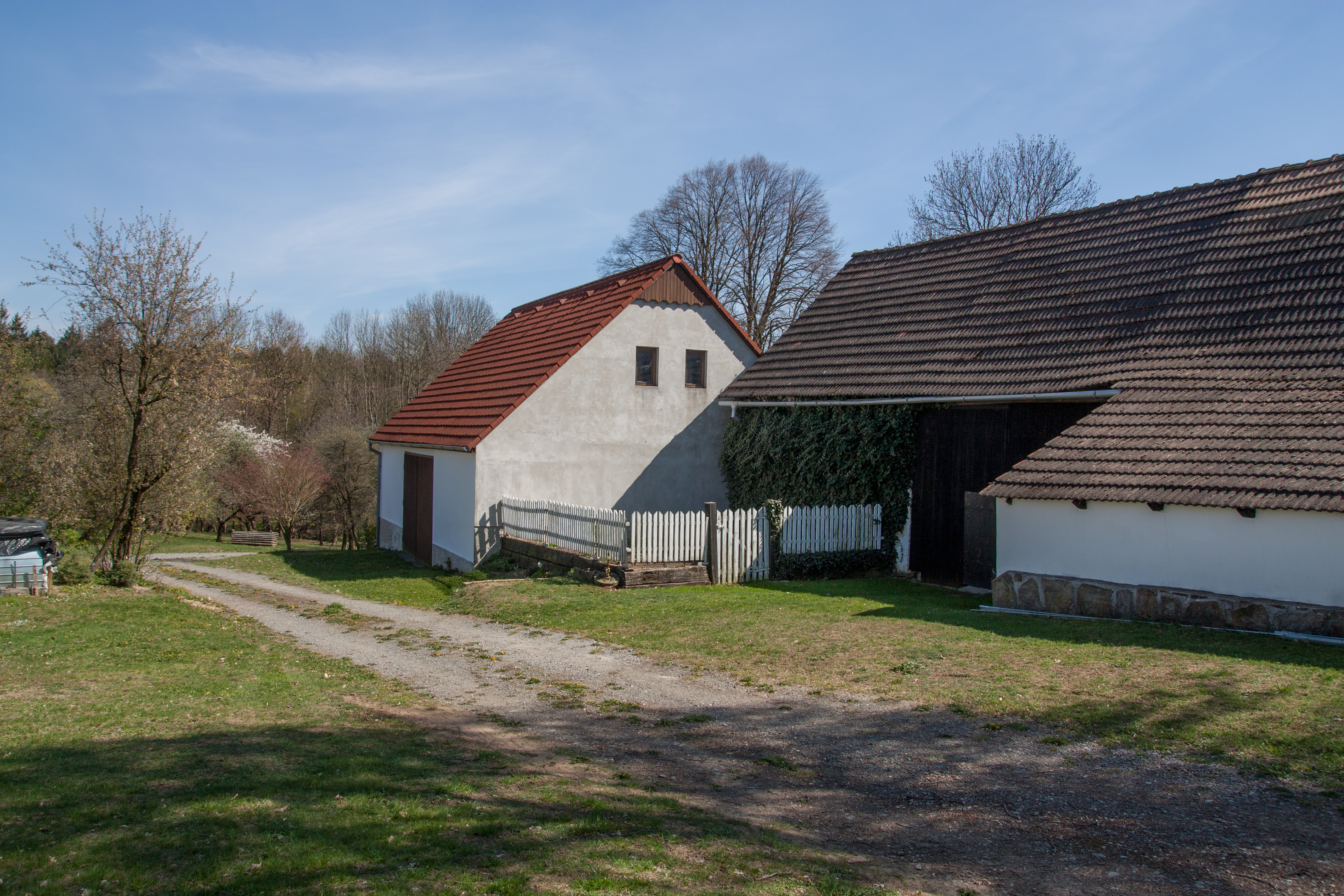
Usedlost (2019)
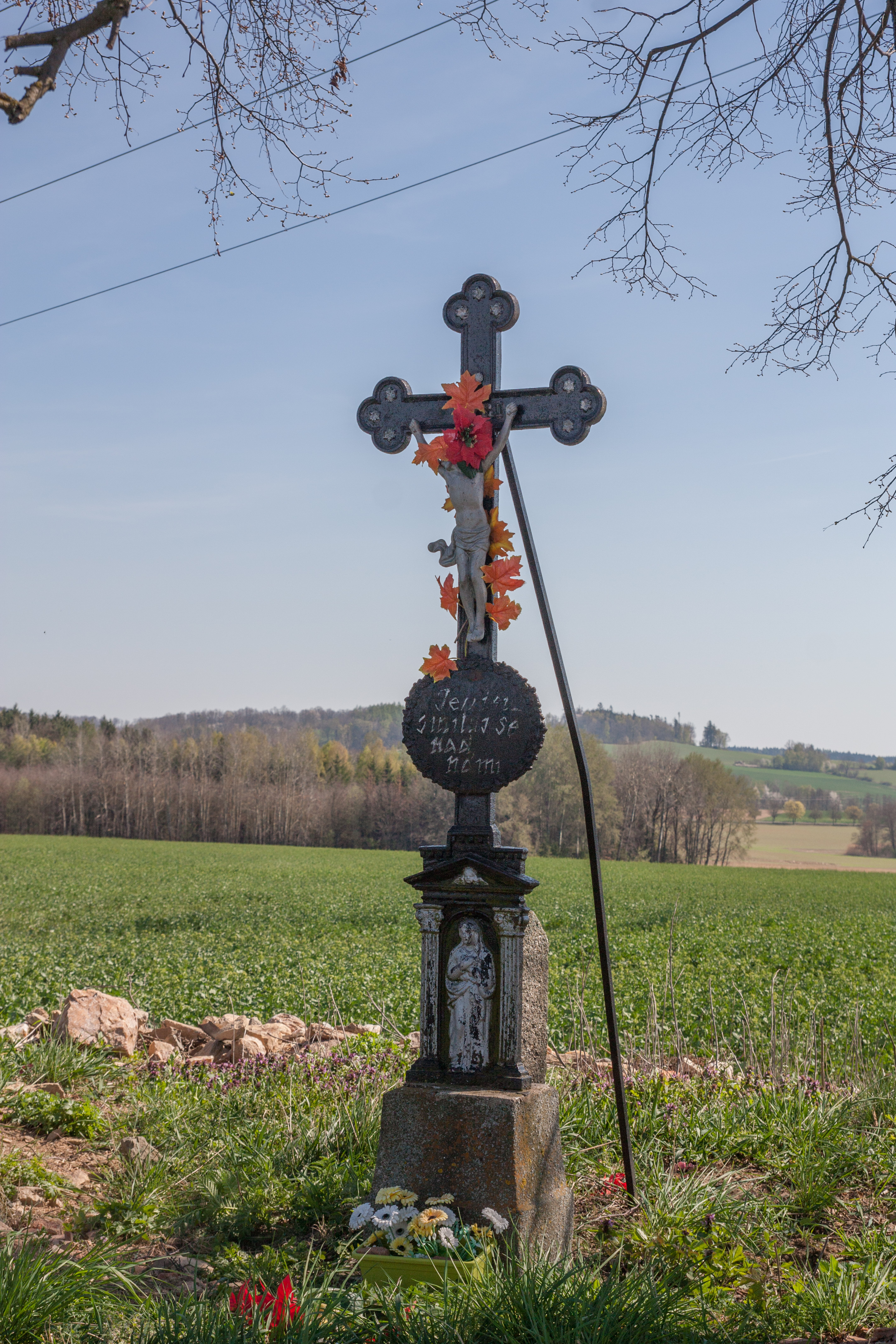
Křížek (2019)